# Allgemeiner Deutscher Gewerkschaftsbund
Der Allgemeine Deutsche Gewerkschaftsbund (kurz ADGB) war von Juli 1919 bis Mai 1933 der Dachverband der Freien Gewerkschaften in Deutschland. Der ADGB war bis zur Zerschlagung durch die Nationalsozialisten die weltweit größte nationale gewerkschaftliche Dachorganisation.

## Entstehung
Der Allgemeine Deutsche Gewerkschaftsbund wurde auf dem ersten Nachkriegskongress der Freien Gewerkschaften am 5. Juli 1919 in Nürnberg als neuer Dachverband und organisatorischer Nachfolger der Generalkommission der Gewerkschaften Deutschlands gegründet. Die Delegierten wählten Carl Legien, den bisherigen Vorsitzenden der Generalkommission, zum ersten Vorsitzenden der neuen Organisation. Nach dem Tod von Carl Legien im Jahr 1921 wurde Theodor Leipart Vorsitzender der Organisation. Höchstes Gremium des ADGB war der alle drei Jahre tagende Bundeskongress. Auf örtlicher Ebene existierten Ortsausschüsse des ADGB.

## Aufbau, Entwicklung und Ausrichtung

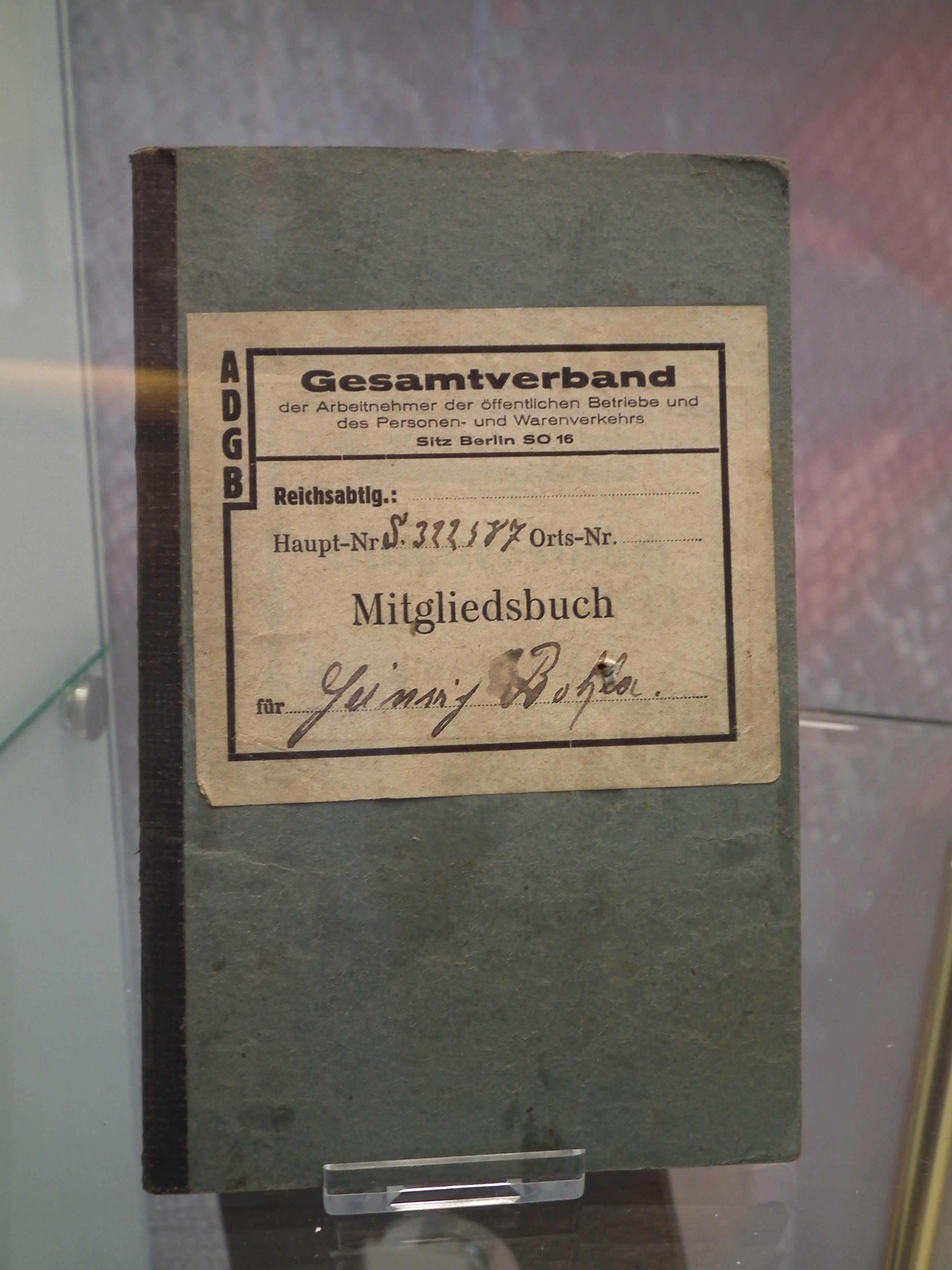
ADGB-Mitgliedsbuch (Zeitwerkstadt)

Der ADGB war ein Zusammenschluss von 52 deutschen Gewerkschaften und durch Kooperationsverträge mit dem Allgemeinen freien Angestelltenbund (AfA-Bund) und dem Allgemeinen Deutschen Beamtenbund (ADB) verbunden. Seinen Namen mit dem Zusatz „Allgemeiner“ erhielt er, da im März 1919 die christlichen und liberalen Gewerkschaften mit der Gründung eines eigenen Dachverbandes den Namen Deutscher Gewerkschaftsbund bereits besetzt hatten. Die Politik des ADGB stand kurz nach seiner Gründung im Zeichen scharfer Auseinandersetzungen zwischen Anhängern der SPD auf der einen Seite und der USPD und KPD auf der anderen. Es ging bei den Konflikten um Fragen zum zukünftigen Kurs der Freien Gewerkschaften. Mehrheitlich wurde entschieden, eine so genannte „Arbeitsgemeinschaft“ mit den Unternehmern zu billigen, die jedoch nach einigen Jahren wieder aufgegeben wurde.
Die Freien Gewerkschaften waren als Richtungsgewerkschaften nicht politisch neutral, sondern verstanden sich als ökonomischer Arm der sozialistischen Arbeiterbewegung. Neben den Freien gab es die Christlichen Gewerkschaften und die arbeitgebernahen Hirsch-Dunckerschen Gewerkvereine, die jedoch beide nie die Mitgliederzahlen der Freien Gewerkschaften erreichen konnten. Die Gewerkschaften des ADGB erreichten 1920 einen Höchststand von über 8 Millionen Mitgliedern. Durch die hohe Arbeitslosigkeit infolge der Weltwirtschaftskrise ging diese Zahl deutlich zurück: Ende 1932 wird die Mitgliederzahl auf noch 3,5 Millionen geschätzt.
Als einflussreiche Massenorganisation rief der ADGB unter dem Vorsitz von Carl Legien im März 1920 zu einem Generalstreik, der den rechtsgerichteten Kapp-Putsch nach wenigen Tagen zusammenbrechen ließ. Nur wenige Wochen zuvor, im Januar 1920, hatte der Reichstag auf Initiative des ADGB und der SPD – gegen den Protest von USPD, KPD und rechten Parteien – das Betriebsrätegesetz verabschiedet. Durch das Betriebsrätegesetz wurde die zuvor allgemeinpolitisch aufgetretene Rätebewegung in ihrem Wirken auf den betrieblichen Bereich beschränkt. Für jeden Betrieb war nun vorgeschrieben, bei mehr als fünf Arbeitnehmern Vertrauensleute und bei mehr als 20 Arbeitnehmern Betriebsräte zur Wahrnehmung der Interessen der Beschäftigten zu wählen. Die Betriebsräte besaßen nun bestimmte Rechte – ihre Hauptaufgabe lag darin, soziale Verbesserungen für die Arbeitnehmer zu erwirken (Entgegennahme von Beschwerden, Mitarbeit bei der Verbesserung von Arbeitsmethoden, Kooperation mit den Unternehmern, Mitwirkung bei der Beseitigung von Unfall- und Gesundheitsgefahren im Betrieb).
Trotz der Spaltung der Sozialdemokratischen Partei Deutschlands (SPD) während des Ersten Weltkriegs bestand weiter eine enge Bindung der Freien Gewerkschaften an die größte Arbeiterpartei. Einmütig kämpften SPD und ADGB für die Einführung der Arbeitslosenversicherung und den gesetzlich geregelten Achtstundentag, der durch die Arbeitszeitverordnung von 1923 massiv durchlöchert worden war. Gemeinsam gründete man Ende 1931 die Eiserne Front gegen die erstarkende NSDAP. Insbesondere zum Ende der Weimarer Republik verloren die ADGB-Gewerkschaften – unter den Bedingungen der Weltwirtschaftskrise und durch die hohe Arbeitslosigkeit – zahlreiche Mitglieder. Damals verhielt sich der ADGB in seinem Vorgehen erheblich defensiver als zum Anfang der Weimarer Zeit.

## Politische Auseinandersetzungen in der Endphase der Weimarer Republik
Die ADGB-Gewerkschaften waren zunächst auch für Angehörige anderer Arbeiterparteien bis hin zur KPD offen. Das änderte sich erst mit dem auf Drängen der Sowjetunion 1929 zustande gekommenen Beschluss der KPD, grundsätzlich mit konkurrierenden Listen bei Betriebsratswahlen anzutreten. Die Revolutionäre Gewerkschafts-Opposition (RGO) entwickelte sich so zu einer kommunistischen Sondergewerkschaft, was zum Ausschluss zahlreicher Kommunisten aus ADGB-Gewerkschaften führte. Bei den Wahlen zum Hauptbetriebsrat bei der Deutschen Reichsbahn 1929 zum Beispiel erzielte die ADGB-Gewerkschaft Einheitsverband der Eisenbahner Deutschlands (EdED) einen Stimmenanteil von 68,53 %, die RGO nur 6,46 Prozent. Seit 1930 wurde die RGO als „rote Klassengewerkschaft“ in Gegnerschaft zum ADGB propagiert. Ab November 1930 entstanden mehrere „rote Verbände“ und es wurden mehrfach Übertrittskampagnen eingeleitet, die jedoch – bis auf lokale Ausnahmen (insbesondere in Berlin, Ruhrgebiet, Hamburg) – nie größere Erfolge erzielten. Die maximale Mitgliederzahl der gesamten RGO wurde im Jahr 1932 mit 322.000 Personen angegeben, wobei diese Zahl in der neueren Literatur als überhöht eingeschätzt wird. Realistischer sind Zahlen zwischen 225.000 und 270.000. Die RGO vertiefte die Spaltung der Arbeiter- und Gewerkschaftsbewegung, wodurch der Aufstieg des Nationalsozialismus begünstigt wurde.

## Anpassungspolitik, Zerschlagung, Widerstand und Verfolgung während des NS-Regimes

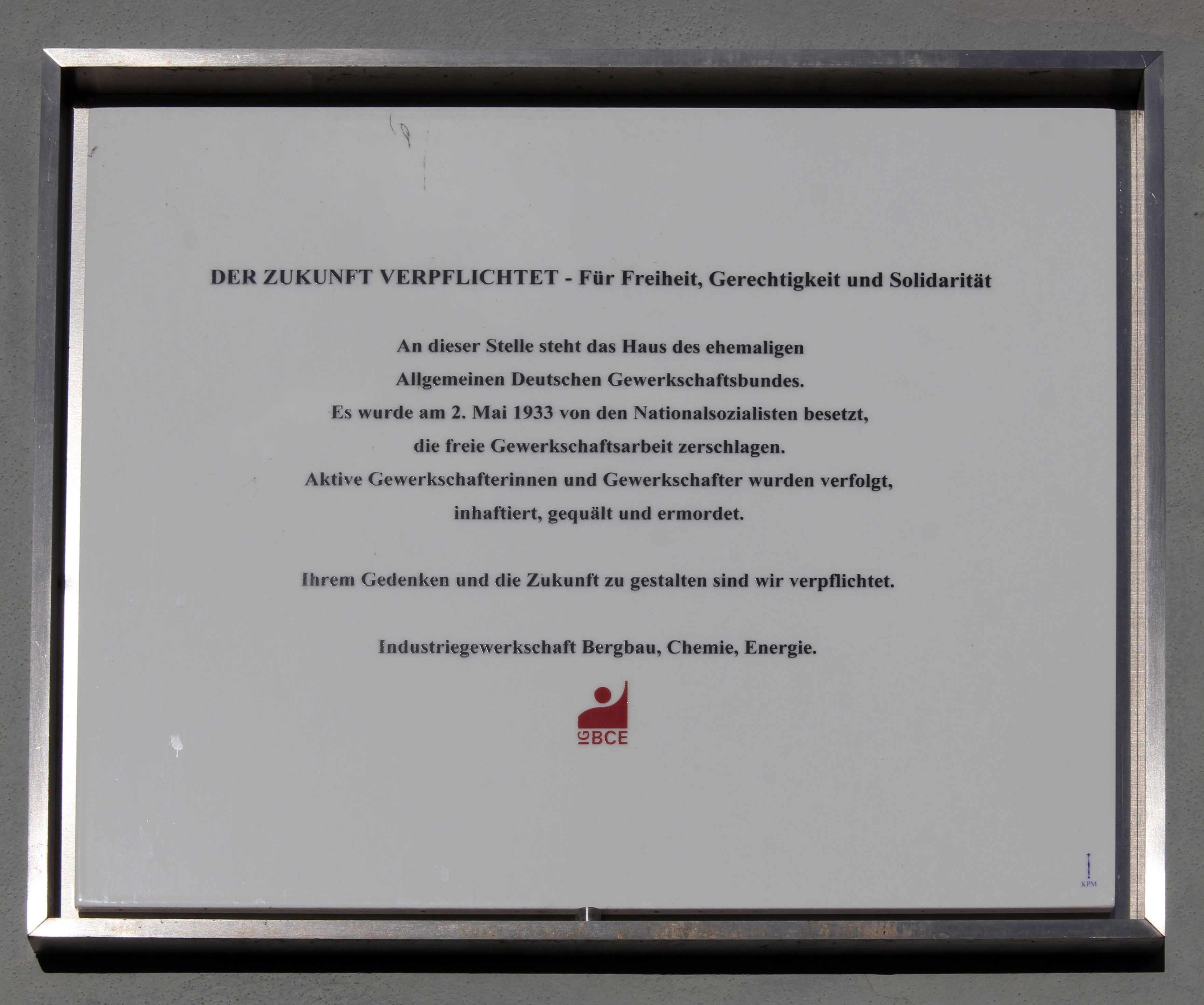
Gedenktafel am Haus, Wallstraße 65, in Berlin-Mitte

Nach der Ernennung Hitlers zum Reichskanzler am 30. Januar 1933 und dem Ergebnis der Reichstagswahl vom 5. März 1933 bot die ADGB-Führung am 21. März 1933 an, sich „in den Dienst des neuen Staates zu stellen“. Das Angebot der KPD vom 30. Januar, überbracht von Walter Ulbricht, eines gemeinsamen Generalstreiks, wie er 1920 erfolgreich den Kapp-Putsch verhindert hatte, lehnten SPD und ADGB ab.
Stattdessen riefen ADGB, SPD und von ihnen mitbestimmte Gruppen wie die Eiserne Front in Flugblättern und Zeitungen mit Erfolg dazu auf, den Streikaufrufen der KPD nicht zu folgen. Nachdem die bürgerlichen Parteien und die Zentrumspartei für das Ermächtigungsgesetz vom 24. März 1933 gestimmt hatten, distanzierte sich der Vorsitzende Theodor Leipart am 29. März von der SPD und erklärte den ADGB für parteipolitisch neutral. Dennoch wurde am 1. April 1933 das Gewerkschaftshaus in Hannover als erstes in Deutschland überfallen und besetzt. Nachdem die Regierung den 1. Mai 1933 zum gesetzlichen Feiertag bestimmt hatte, rief der ADGB-Bundesvorstand zur Teilnahme am „Tag der nationalen Arbeit“ auf. Trotzdem wurden tags darauf die freien Gewerkschaften zerschlagen: SA und NSBO besetzten handstreichartig die Gewerkschaftshäuser der Freien Gewerkschaften, beschlagnahmten die Gewerkschaftsvermögen und verhafteten und misshandelten zahlreiche Gewerkschafter.
Aus neueren Forschungen geht hervor, dass viele Gewerkschafter, die noch im Frühjahr 1933 die Anpassungspolitik an das NS-Regime mittrugen, bald darauf im Widerstand tätig wurden. Angenommen wird (Stand 2011), dass die Intensität, der Umfang und die Reichweite gewerkschaftlicher Widerstandstätigkeiten gegen das NS-Regime in allen Organisierungsbereichen des ADGB bisher erheblich unterschätzt wurden. Zahlreiche Gewerkschafter wurden verhaftet; nicht wenige starben in Konzentrationslagern oder wurden gezielt ermordet.

## Publikationsorgan(e)
Das Organ des ADGB war die Gewerkschafts-Zeitung. Als theoretisch orientierte Zeitschrift erschien ab 1924 Die Arbeit.

## Mitgliedsgewerkschaften des ADGB
Mitgliedsgewerkschaften und deren Vorgängerorganisationen (ab 1919).
- Allgemeiner Melker-Verband Deutschlands (1929–1933)
  - Allgemeiner Schweizerbund (1909–1928)
  - Verband der Schweizer Sennen (1897–1928)
- Deutscher Baugewerksbund (1923–1933)
  - Deutscher Bauarbeiter-Verband (1911–1922)
  - Zentralverband der Glaser und verwandten Berufsgenossen Deutschlands (1885–1922)
  - Zentralverband der Töpfer und Berufsgenossen Deutschlands (1892–1922)
  - Zentralverband der Asphalteure und Pappdachdecker Deutschlands (1904–1923)
  - Zentralverband der Dachdecker Deutschlands (1889–1931)
- Deutscher Bekleidungs-Arbeiter-Verband (1888–1933)
  - Deutscher Kürschnerverband (1902–1923)
- Deutscher Holzarbeiterverband (1893–1933)
  - Zentralverein der Bildhauer Deutschlands (1881–1919)
- Deutscher Hutarbeiter-Verband (1872–1933)
- Deutscher Lederarbeiter-Verband (1872–1933)
- Deutscher Metallarbeiter-Verband (1891–1933)
  - Zentralverband der Schiffszimmerer Deutschlands (1890–1924)
- Deutscher Musiker-Verband (1919–1933)
  - Allgemeiner Deutscher Musiker-Verband (1872–1919)
  - Zentralverband der Zivilmusiker Deutschlands (1902–1919)
- Deutscher Sattler-, Tapezierer- und Portefeuiller-Verband (1920–1933)
  - Verband der Sattler und Portefeuiller (1909–1920)
  - Verband der Tapezierer und verwandter Berufsgenossen Deutschlands (1897–1920)
- Deutscher Tabakarbeiter-Verband (1872–1933)
- Deutscher Textilarbeiter-Verband (1891–1933)
- Einheitsverband der Eisenbahner Deutschlands (1925–1933)
  - Deutscher Eisenbahner-Verband (1916–1925)
  - Reichsgewerkschaft deutscher Eisenbahnbeamten und -anwärter (1920–1925)
- Gesamtverband der Arbeitnehmer der öffentlichen Betriebe und des Personen- und Warenverkehrs (1930–1933)
  - Deutscher Verkehrsbund (1897–1929)
  - Verband Deutscher Berufsfeuerwehrmänner (1908–1929)
  - Verband der Gärtner und Gärtnereiarbeiter (1890–1929)
  - Verband der Gemeinde- und Staatsarbeiter (1896–1929)
  - Deutsche Filmgewerkschaft (1919–1930)
  - Arbeitnehmerverband des Friseur- und Haargewerbes (1889–1931)
- Verband der Bergbauindustriearbeiter Deutschlands (1889–1933)
- Verband der Buchbinder und Papierverarbeiter Deutschlands (1885–1933)
- Verband der Deutschen Buchdrucker (1866–1933)
- Verband der Fabrikarbeiter Deutschlands (1890–1933)
  - Zentralverband der Glasarbeiter und -arbeiterinnen Deutschlands (1890–1926)
  - Verband der Porzellan- und verwandten Arbeiter und Arbeiterinnen Deutschlands (1892–1926)
- Verband der Graphischen Hilfsarbeiter und Arbeiterinnen Deutschlands (1898–1933)
- Verband der Kupferschmiede Deutschlands (1886–1933)
- Verband der Lithographen, Steindrucker und Verwandten Berufe (1891–1933)
  - Notenstecher-Gehilfen-Verband (1872–1920)
  - Deutscher Xylographen-Verband (1901–1920)
- Verband der Maler, Lackierer, Anstreicher, Tüncher und Weissbinder Deutschlands (1885–1933)
- Verband der Nahrungsmittel- und Getränkearbeiter (1927–1933)
  - Deutscher Nahrungs- und Genußmittelarbeiter-Verband (1907–1927)
  - Verband der Böttcher, Weinküfer und Hilfsarbeiter Deutschlands (1885–1927)
  - Verband der Lebensmittel- und Getränkearbeiter Deutschlands (1885–1927)
  - Zentralverband der Fleischer und Berufsgenossen Deutschlands (1900–1927)
- Zentralverband der Hotel-, Restaurant- und Café-Angestellten (1920–1933)
  - Bund der Hotel-, Restaurant- und Café-Angestellten (1920)
  - Verband der Gastwirtsgehilfen (1898–1920)
  - Verband der Köche (1893–1920)
- Zentralverband der Maschinisten und Heizer sowie Berufsgenossen Deutschlands (1892–1933)
- Zentralverband der Schornsteinfegergesellen Deutschlands (1907–1933)
- Zentralverband der Schuhmacher Deutschlands (1883–1933)
- Zentralverband der Steinarbeiter Deutschlands (1884–1933)
  - Verband der Steinsetzer, Pflasterer und Berufsgenossen Deutschlands (1886–1923)
- Zentralverband der Zimmerer und Verwandter Berufsgenossen Deutschlands (1883–1933)

## Gemeinwirtschaftliche Unternehmen
Der ADGB besaß einige gemeinwirtschaftliche Unternehmen, beispielsweise die 1924 gegründete Bank der Arbeiter, Angestellten und Beamten.
Am 29. Juli 1928 wurde in Bernau (Brandenburg) der Grundstein für die Bundesschule des Allgemeinen Deutschen Gewerkschaftsbundes gelegt. Der Komplex wird seit Januar 2008 von der Handwerkskammer Berlin als Seminar- und Lehrgangshotel genutzt.